# 坦蒂里亚斯广场

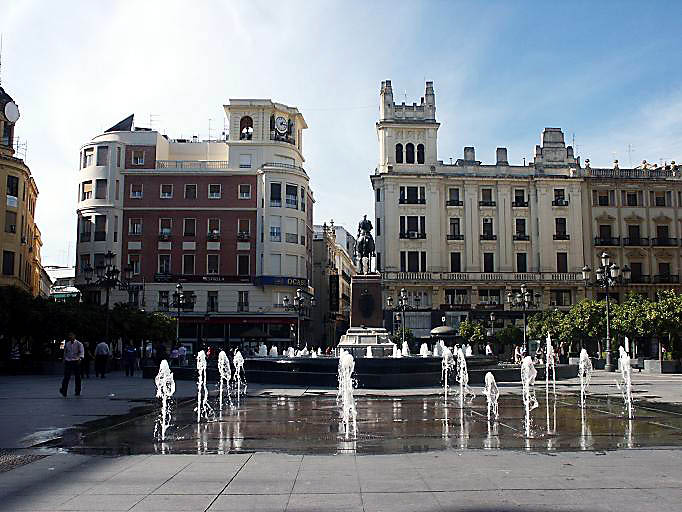
坦蒂里亚斯广场

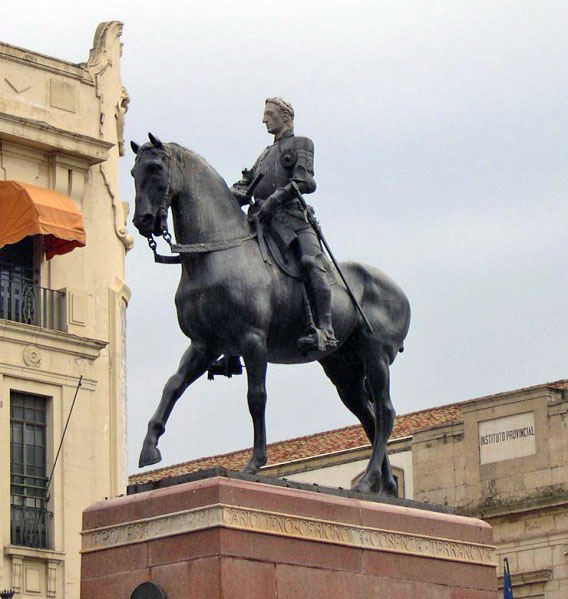
雕像

坦蒂里亚斯广场（Plaza de las Tendillas）位于西班牙南部城市科尔多瓦，靠近科尔多瓦的古罗马广场。今天是科尔多瓦商业生活的枢纽，位于主要商业街的交汇处。改造后，广场几乎完全为步行区。

## 历史
大约14世纪，在今天的坦蒂里亚斯广场，是卡拉特拉瓦的会院，以及各种小商店。1908年，广场向东西方向扩建，至今天的大小，1923年，拆除瑞士酒店。
自1961年起，广场一角设置了时钟，每个除夕，都会有数千人聚集于此，庆祝元旦。

## 地标
- 伟大将军纪念碑（Monumento al Gran Capitán）